# Henri de Stolberg-Wernigerode
Le comte Henri de Stolberg-Wernigerode (25 septembre 1772 au château de Wernigerode – 16 février 1854 au château de Wernigerode) succède à son père en 1824 comme souverain du comté de Wernigerode.

## Biographie
Le comte Henri est le fils aîné du comte Christian-Frédéric de Stolberg-Wernigerode (1746-1824) et de la comtesse Auguste Eleonore de Stolberg-Stolberg (1748-1821). Il est un membre de la famille noble des comtes de Stolberg.
Il est formé par des professeurs particuliers et étudie jusqu'en 1790 (avec une interruption en 1789 à cause de la tourmente de la révolution) à Strasbourg. Il poursuit ses études à Göttingen. Une fois ses études terminées, il se consacre à l’administration de ses territoires. Après que ses tentatives d'empêcher la médiatisation de sa maison dans le cadre du recès de la Diète d'Empire de 1803 aient échoué, il se range aux côtés de Napoléon Ier et devient Oberstallmeister dans le Royaume de Westphalie. De 1808 à 1813, il est membre de la Diète du Royaume de Westphalie.
De 1813 à 1815, il sert le gouvernement général entre la Weser et le Rhin en tant qu'administrateur du district de Osterwieck (le gouvernement général est une province temporaire de Prusse, pour administrer les territoires qui avaient été libérés de l'occupation française pendant la guerre de Sixième coalition). Lors du Congrès de Vienne, tous les territoires du comté de Stolberg sont attribués au comte Henri.
À partir de 1825, il est membre du conseil d'État prussien. De 1825 à 1854, il est également membre du conseil provincial de la province prussienne de Saxe et de 1847 à 1848, il est membre de la Diète unie des provinces prussiennes. De 1824 à 1854, il dirige le comté de Wernigerode dans le district de Magdebourg dans la province prussienne de Saxe. En tant que noble, il est membre héréditaire de la première chambre des États généraux du Royaume de Hanovre et du grand-duché de Hesse. Le comte Henri est chanoine de la cathédrale de Halberstadt, chevalier de l'Ordre de l'Aigle noir prussien et membre de l'ordre de Saint-Jean.
En 1853, il achète la maison Bruch, un manoir situé près de Hattingen. L'usine Henrichshütte de Hattingen est nommée en son honneur. Cette usine commence ses opérations en 1854, année de la mort d'Henri.

## Mariage et descendance
Le 4 août 1799, il épouse sa première épouse, la princesse Johanna de Schönbourg-Waldenbourg (4 octobre 1780-29 août 1809).
- Eleonore (1801-1827), mariée en 1819 le prince Henri LXIII Reuss de Köstritz
- Hermann (1802-1841), comte de Stolberg-Wernigerode, marié en 1831, Emma comtesse d'Erbach-Fürstenau (1811-1889, arrière-petite-fille de George Albert III d'Erbach-Fürstenau); leur enfant était Otto zu Stolberg-Wernigerode
- Bernhard (1803-1824)
- Botho (1805–1881) marié en 1843 à la comtesse Adelheid d'Erbach-Fürstenau (1822-1881, sœur de ladite Emma), fille d'Albert d'Erbach-Fürstenau (de)
- Caroline (1806-1896) mariée en 1828 avec le prince Henri LXIII Reuss de Köstritz
- Eduard et Christoph (jumeaux; 1808-1808)
- Rudolph (1809-1867) marié en 1851 à Auguste de Stolberg-Wernigerode (1823-1864).

Le 30 décembre 1810, il se remarie la baronne Eberhardine von der Reck, fille du ministre d'État prussien Eberhard von der Recke (25 janvier 1785 - 24 octobre 1852).